# 田渕夏海
田渕 夏海（たぶち なつみ、1989年9月12日 - ）は、日本の作曲家、編曲家。日音所属。岡山県出身。

## 来歴
東京音楽大学作曲指揮専攻映画放送音楽コース卒業。大学卒業後、ゲーム音楽制作を経て、現在はジャンル問わず劇伴作家として活動中。

## 主な作品

### テレビ番組

#### テレビドラマ
2015年
- 下町ロケット（TBS、兼松衆・中村巴奈重と共同でメインテーマを除く劇伴の作曲を担当）
- 警視庁ゼロ係〜生活安全課なんでも相談室〜（テレビ東京、中村巴奈重と共同）

2016年
- 火の粉（東海テレビ、兼松衆・大間々昂と共同）
- コック警部の晩餐会（TBS、中村巴奈重と共同）

2017年
- 真昼の悪魔（東海テレビ、大間々昂・兼松衆と共同）
- マッサージ探偵ジョー（テレビ東京、中村巴奈重と共同）

2018年
- 限界団地（東海テレビ、中村巴奈重・櫻井美希と共同）
- マジで航海してます〜Second Season〜（毎日放送・中村巴奈重と共同）
- 僕らは奇跡でできている（関西テレビ制作・フジテレビ系、兼松衆・中村巴奈重・櫻井美希と共同）

2019年
- おしい刑事（NHK BSプレミアム）
- モトカレマニア（フジテレビ、中村巴奈重と共同）

2020年
- 女子高生の無駄づかい（テレビ朝日、中村巴奈重と共同）
- ギルティ～この恋は罪ですか？～（読売テレビ、中村巴奈重と共同）
- キワドい2人-K2-池袋署刑事課 神崎・黒木（TBS）

2021年
- カンパニー〜逆転のスワン〜（NHK BSプレミアム）
- 着飾る恋には理由があって（TBS、神山羊・兼松衆と共同）
- にぶんのいち夫婦（テレビ東京）

2022年
- 早朝始発の殺風景（WOWOW）

2023年
- 我らがパラダイス（NHK BSプレミアム・NHK BS4K）
- 勝利の法廷式（読売テレビ・日本テレビ）
- 東京貧困女子。-貧困なんて他人事だと思ってた-（WOWOW）

2024年
- 先生さようなら（日本テレビ、櫻井美希と共同）
- しょせん他人事ですから 〜とある弁護士の本音の仕事〜（テレビ東京、斎木達彦と共同）

2025年
- 私の知らない私（読売テレビ・日本テレビ、兼松衆と共同）

#### その他
- 2020年の夢に向かえ！女神たちの新時代 エンディングテーマ（2014年、TBS）
- Nスタニューズアイ テーマ音楽（2014年 - 2016年、TBS）
- ゆうなび テーマ音楽（2016年 - 、新潟放送）
- TOKYO MX NEWS テーマ音楽（2017年 - 、TOKYO MX）
- 新春スポーツスペシャル・ニューイヤー駅伝 テーマ音楽（2018年 - 、TBS）
- ルソンの壺　テーマ音楽（2019年 - 、NHK大阪）

### アニメ
2015年
- 城下町のダンデライオン（TBS、大間々昂・兼松衆と共同）

2017年
- クロックワーク・プラネット（TBS、兼松衆、中村巴奈重、中野香梨、宝野聡史と共同）
- うらら迷路帖（TBS、中村巴奈重・宝野聡史と共同）
- コンビニカレシ（TBS、大間々昂・中村巴奈重と共同）
- アグレッシブ烈子（Netflix、中村巴奈重・宝野聡史と共同）

2019年
- 五等分の花嫁（TBS、中村巴奈重・櫻井美希と共同）

2020年
- 乙女ゲームの破滅フラグしかない悪役令嬢に転生してしまった…（MBSほか、中村巴奈重・斎木達彦・櫻井美希・兼松衆と共同）
- 安達としまむら（TBS、中村巴奈重・櫻井美希と共同）

2021年
- 乙女ゲームの破滅フラグしかない悪役令嬢に転生してしまった…X（MBSほか、中村巴奈重・斎木達彦・櫻井美希・兼松衆・中嶋純子・青木沙也果・佐久間奏と共同）

2022年
- 悪役令嬢なのでラスボスを飼ってみました（MBSほか、中村巴奈重・櫻井美希・青木沙也果・佐久間奏と共同）

2023年
- 冰剣の魔術師が世界を統べる（TBS、斎木達彦と共同）
- ツンデレ悪役令嬢リーゼロッテと実況の遠藤くんと解説の小林さん（MBS、斎木達彦・中嶋純子・青木沙也果・佐久間奏と共同）

2024年
- 星降る王国のニナ
- 五等分の花嫁＊（中村巴奈重・櫻井美希と共同）

### 短編アニメ
- うまゆる（2022年、第7話）

### ドキュメンタリー
- NHKスペシャル「天皇が創った至宝～正倉院宝物が伝える“日本誕生”～」（2019年）

### 映画
- ラーメンヘッズ（2017年、テーマ音楽を担当）
- Bの戦場（2018年、一部の劇伴の作曲を担当 共同）
- はりぼて（2020年）

### ゲーム
- 戦国無双4（2014年、吉松洋二郎・高橋洋明・稲毛謙介と共同）

### 楽曲提供
- ビリケン  「黄昏の空」（2015年、シングル「ビリケン音頭」収録）
- Hey! Say! JUMP　「Brand New World」（2016年、アルバム「DEAR.」収録）

### 編曲
2015年
- 浜崎あゆみ クラシックアルバム『Winter diary〜 A7 Classical〜』 Tr04 Last minute、Tr08 Out of control オーケストラ編曲
- 日本フィル＆サントリーホール×田代万里生とっておき アフタヌーン Vol.1「ミュージカル×オーケストラ」編曲

2018年
- 山下智久「With you」ストリングス編曲

2019年
- 佐藤勝利 (Sexy Zone)「風景画」ストリングス編曲
- King & Prince「君にありがとう」共編曲
- King & Prince「君を待ってる」共編曲
- King & Prince「She-la-laハジけるLove」ストリングス編曲

2020年
- Sexy Zone「約束」共編曲

2021年
- King & Prince「Beating Hearts」共編曲